# Étienne Aymonier
Étienne François Aymonier (26 de Fevereiro de 1844 – 21 de Janeiro de 1929) foi um linguista francês e explorador. Foi o primeiro arqueólogo a explorar sistematicamente as ruínas do Império Khmer, que ocupava uma área que hoje é composta pelo Cambodja, Tailândia, Laos e parte do Vietname. A sua principal obra foi Le Cambodge, publicada em três volumes de 1900 a 1904.